# العلم في أوروبا في العصور الوسطى

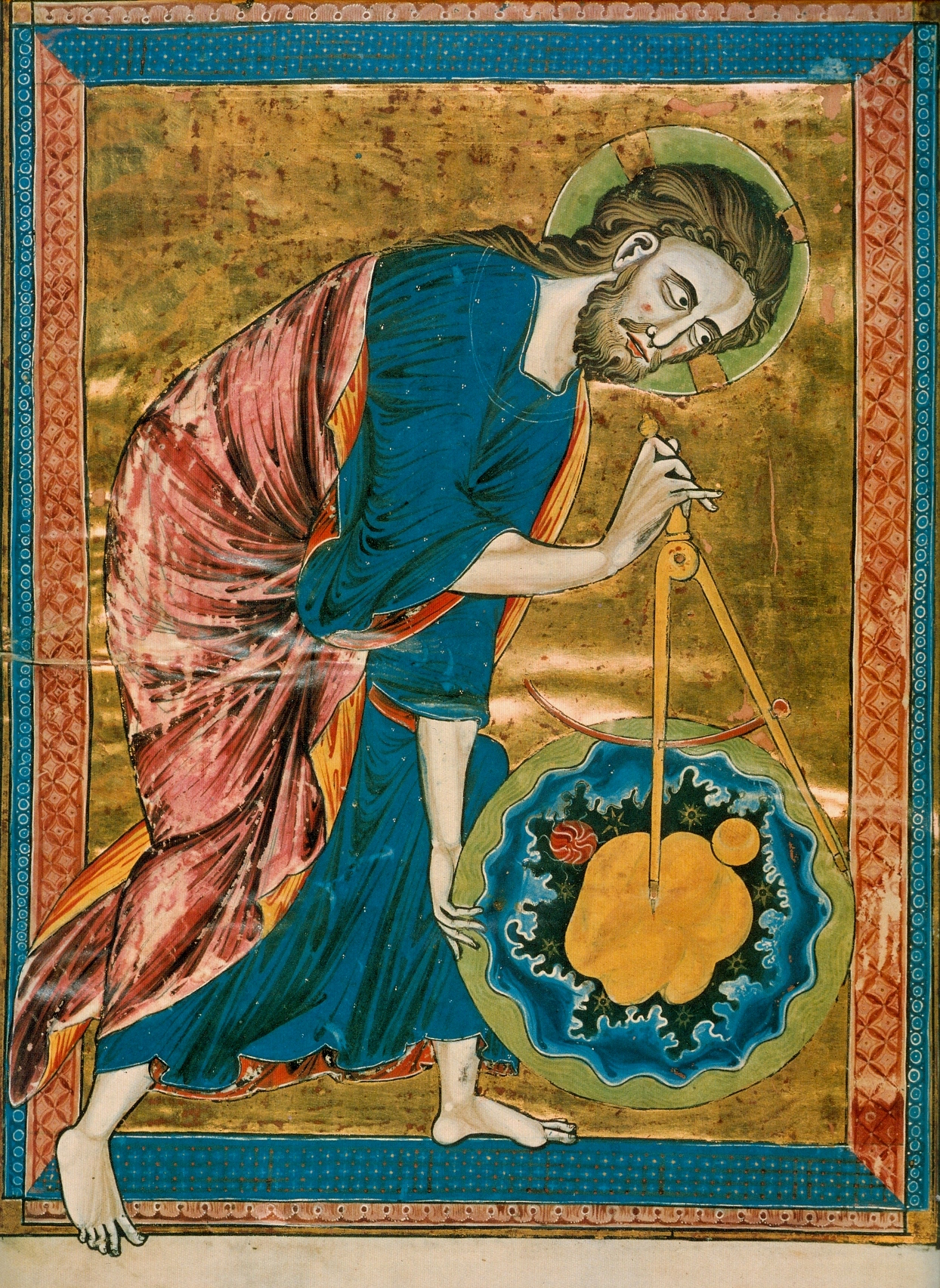
معظم علماء القرون الوسطى اعتقدوا أن الله خلق الكون وفقا لهندسية ومبادئ متناسقة، لذا فإن العلم – ولا سيما الهندسة والفلك – ارتبط مباشرة بالإله. لذا فقد اعتبروا البحث عن هذه المبادئ بمثابة البحث عن الله.

العلم في أوروبا في العصور الوسطى تمثل في دراسة الطبيعة والرياضيات والفلسفة الطبيعية في القرون الوسطى في أوروبا. بعد سقوط الإمبراطورية الرومانية الغربية وانخفاض المعرفة اليونانية، تم قطع اوروبا الغربية المسيحية عن مصدر هام للمعرفة القديمة. على الرغم من أن مجموعة من رجال الدين المسيحي وعلماء مثل إيزيدور وبي دي القديس إلى بوريدان و نيكول حافظوا على روح التحقق العقلاني، فإنه خلال أوائل العصور الوسطى شهدت أوروبا الغربية فترة ركود علمي. ولكن بحلول العصور الوسطى المتوسطة، ازدهرت الحضارة الغربية مرة أخرى وأخذت أخذ زمام المبادرة في الاكتشافات العلمية (انظر الثورة العلمية).

## أوروبا الغربية
بسقوط الامبراطورية الرومانية في الغرب خلال القرن الخامس، دخلت أوروبا الغربية العصور الوسطى مع الصعوبات الكبيرة التي أثرت في إنتاج القارة الفكري كثيرًا. معظم الاطروحات الكلاسيكية العلمية من العصور الكلاسيكية القديمة المكتوبة باللغة اليونانية كانت غير متوفرة، ولم يتبق سوى ملخصات مبسطة ومصنفات. ومع ذلك، فإن النصوص الرومانية العلمية القديمة تمت قراءتها ودراستها مما ساهم في فهم الطبيعة كنظام متماسك تعمل تحت قوانين وضعها الإله والتي يمكن فهمها في ضوء الأسباب. هذه الدراسة استمرت خلال أوائل العصور الوسطى وبحلول عصر النهضة في القرن الثاني عشر، تمت الفائدة من هذه الدراسة عن طريق ترجمة النصوص العلمية اليونانية والعربية. الدراسة العلمية تم تطويرها زيادة عن طريق ظهور جامعات العصور الوسطى، حيث تمت دراسة هذه النصوص بالتفصيل، مما أدى إلى رؤى جديدة في ظواهر الكون. هذه التطورات غير معلومة للعامة حاليا، وذلك جزئيا لأن معظم النظريات المقدمة في القرون الوسطى تعتبر حاليا عفا عليها الزمن، وجزئيا بسبب الكاريكاتير من العصور الوسطى باعتبارها "عصور مظلمة" التي وضعت كلمة المؤسسات الدينية فوق التجربة الشخصية والأفعال المنطقية."

### أوائل العصور الوسطى (476-1000 ميلاديا)
في العالم القديم كانت اللغة اليونانية اللغة الأساسية للعلم. حتى في ظل الإمبراطورية الرومانية، النصوص اللاتينية اعتمدت إلى حد كبير على الأعمال اليونانية، وبعض الأعمال ما قبل الرومانية، وبعض الأعمال المعاصرة، في حين استمر البحث العلمي المتقدم والتدريس  في الجانب الهلنستي من الإمبراطورية اليونانية باللغة اليونانية. المحاولات الرومانية المتأخرة للترجمة من اليونانية لم تحظ بنجاح كبير.
بسقوط المعرفة اليونانية خلال التحول إلى العصور الوسطى، وجد الغرب اللاتيني نفسه مقطوعا عن جذوره الفلسفية والعلمية.  معظم التحققات العلمية جاءت بناء على معلومات مستقاة من مصادر عادة ما تكون غير مكتملة أو بها مشاكل حقيقية في الترجمة. متحدثو اللاتينية الذين أرادوا معرفة العلم لم يكن لديهم مصدر سوى كتب بعض الكتاب الرومانيين مثل  خلقيديوس، ماكروبيوس، مارتيانوس كابيلا، بوثيوس، كاسيودوروس، ومن ثم الموسوعيون اللاتينيون. تم استقاء الكثير من مصادر غير علمية: كطرق البحث الرومانية.

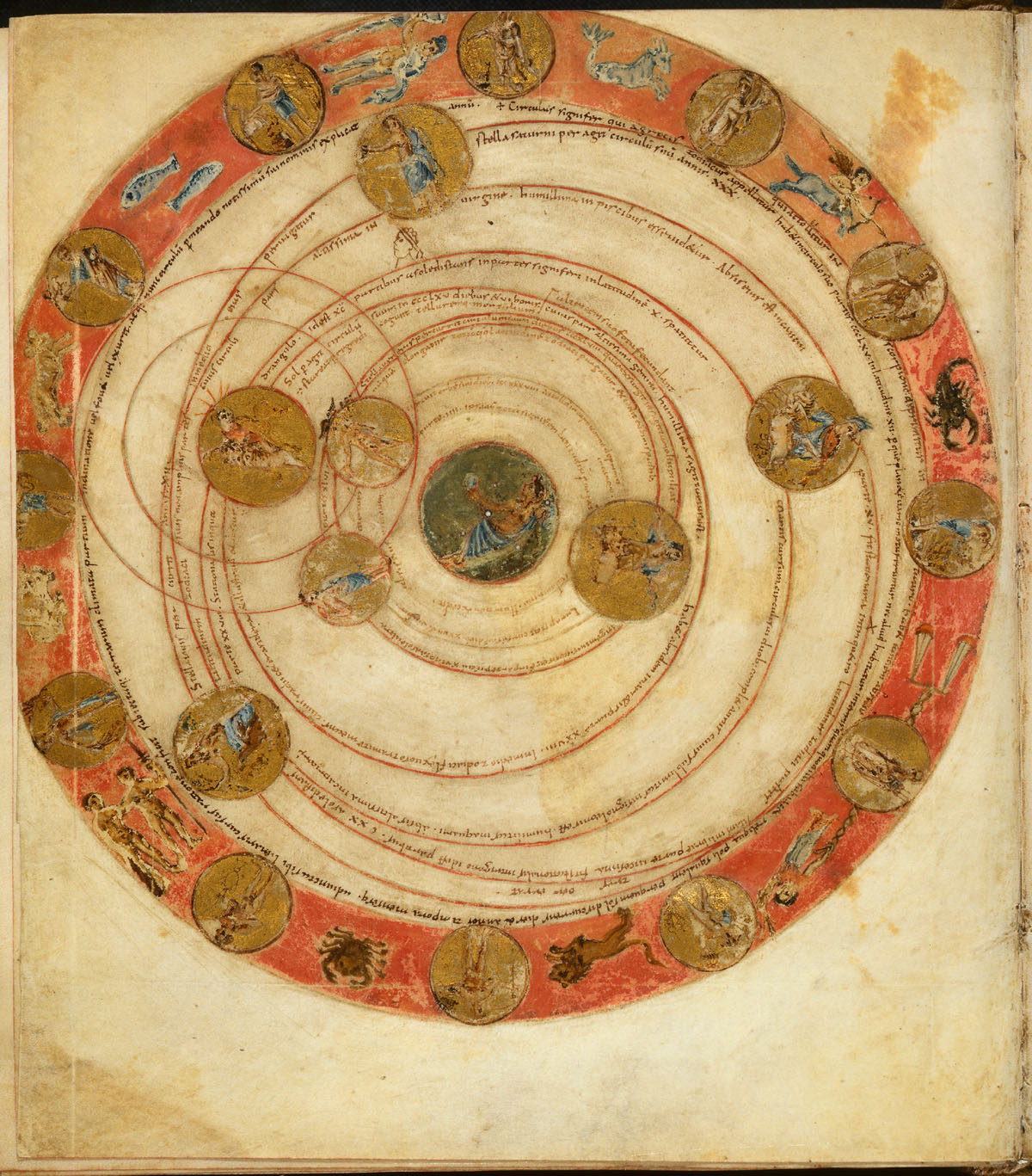
رسم بياني من القرن التاسع لمواضع الكواكب السبعة المرصودة في 18 آذار / مارس 816.

نقص التحضر أدى إلى تخفيض نطاق التعليم وبحلول القرن السادس انتقل التعليم والتدريس  إلى الرهبانية ومدارس الاتدرائية، مع دراسة الكتاب المقدس كأساس للتعليم. التعليم العلماني نجا بطريقة متواضعة في إيطاليا، إسبانيا، والجزء الجنوبي من بلاد الغال، حيث التأثيرات الرومانية كانت الأكثر استمرارا. في القرن السابع، بدأ التعلم في الظهور في أيرلندا والأراضي السلتيكية، حيث كانت اللغة اللاتينية لغة أجنبية والنصوص اللاتينية يتم تعلمها وتدريسها بشغف.
حوالي عام 800, شارل العظيم  وبمساعدة الراهب الإنجليزي ألكوين، قام بما أصبح يعرف باسم النهضة الكارولنجية، وهو برنامج من التنشيط الثقافي والإصلاح التعليمي. الجانب العلمي الرئيسي من عملية إصلاح التعليم كان دراسة وتدريس علم الفلك، كلاهما باعتبارها فن عملي يتطلبه رجال الدين لحساب تاريخ عيد الفصح والانضباط النظري. من سنة 787، صدرت مراسيم توصي بترميم المدارس القديمة وتأسيس مدارس جديدة في جميع أنحاء الإمبراطورية. مؤسسيا، هذه المدارس الجديدة إما تحت مسؤولية الدير، الكاتدرائية أو البلاط الملكي.
العمل العلمي من فترة ما بعد شارلمان لم يكن معنيا كثيرا بالتحقيقات الأصلية مع الدراسة النشيطة والتحقيق في النصوص العلمية الرومانية القديمة. هذا التحقيق مهد الطريق فيما بعد لجهد الباحثين الغربيين إلى التعافي وترجمة النصوص اليونانية القديمة في الفلسفة والعلوم.

### العصور الوسطى (1000-1300 ميلاديا)

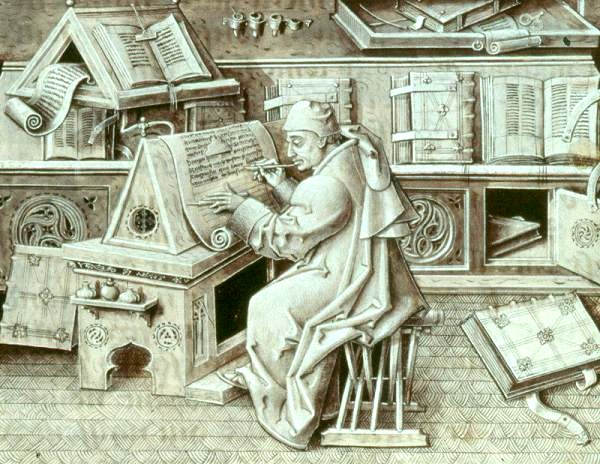
الترجمة من اليونانية والعربية سمح بالتنمية الكاملة للفلسفة المسيحية وطريقة المدرسية.

ابتداء من حوالي سنة 1050 العلماء الأوروبيون بنوا على معرفتهم الحالية من خلال السعي إلى العلم القديم في النصوص اليونانية والعربية التي ترجموها إلى اللاتينية. واجهوا مجموعة واسعة من النصوص اليونانية الكلاسيكية التي سبق ترجمتها إلى اللغة العربية، يرافقها التعليقات والاعمال المستقلة من قبل المفكرين الإسلاميين.
جيراردو الكريموني هو مثال جيد: ايطالي سافر إلى إسبانيا لنسخ نص واحد لكنه بقي لترجمة سبعين عملا. سيرته الذاتية تصف كيف جاء إلى توليدو: «لقد تدرب من الطفولة في مراكز للدراسة الفلسفية وأتى إلى معرفة كل ما كان معروفا للاتينيين، ولكن من أجل الحب من المجسطي ، وهو ما لا لم يجد بين اللاتينيين، ذهب إلى توليدو; هناك وجد رؤية وفرة من الكتب باللغة العربية في كل المواضيع وندم على فقر اللاتينيين في هذه الأمور، تعلم اللغة العربية، من أجل أن يكون قادرا على الترجمة.» 

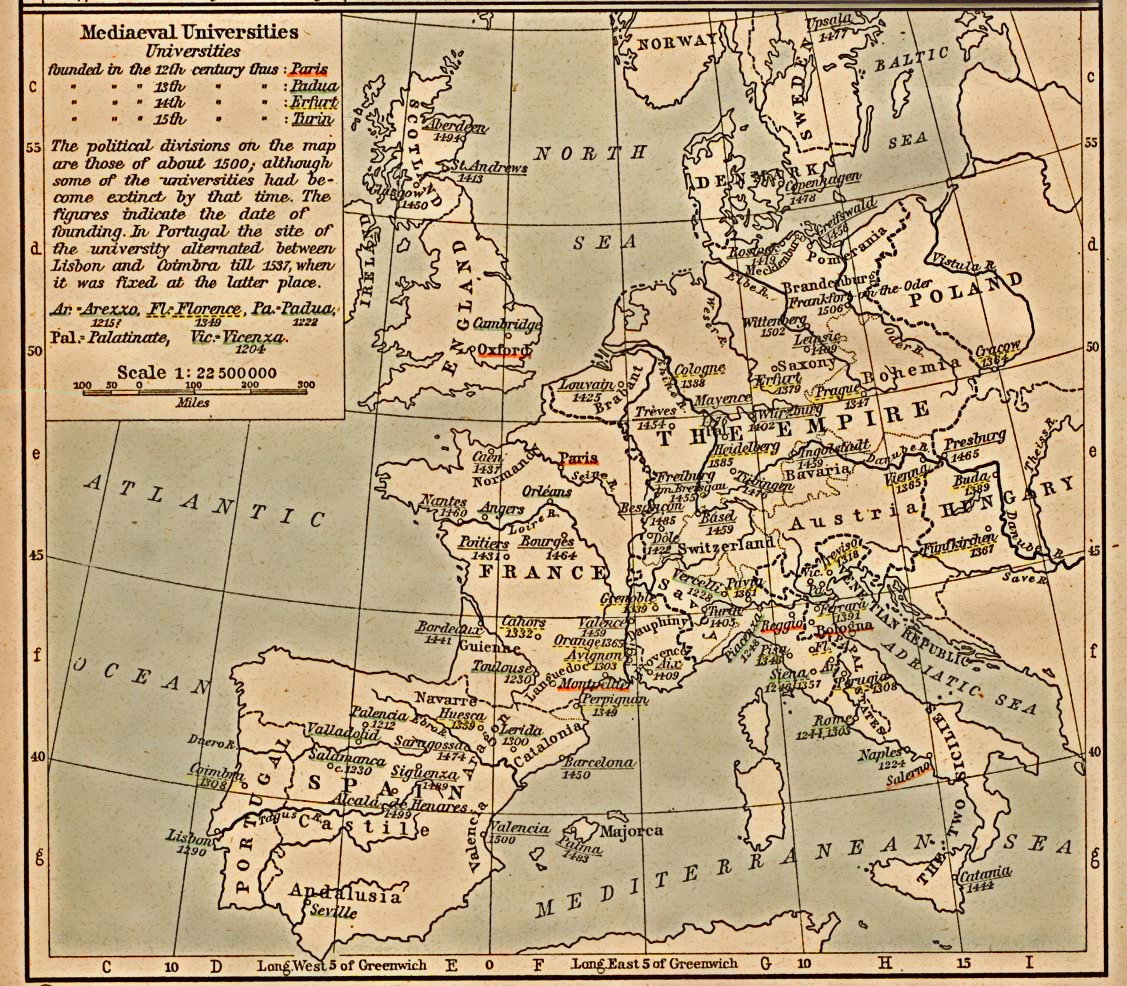
خريطة الجامعات في القرون الوسطى. بدأت البنية التحتية الجديدة التي كانت حاجة للمجتمعات العلمية.

هذه الفترة شهدت أيضا ولادة الجامعات في القرون الوسطى، والتي استفادت ماديا من النصوص المترجمة وتوفير بنية تحتية جديدة  للمجتمعات العلمية. بعض هذه الجامعات الجديدة تم تسجيلها كمؤسسة من التميز الدولية من قبل الإمبراطورية الرومانية المقدسة، وحصل على لقب Studium Generale. معظم من حصلوا على هذا اللقب وجدوا في إيطاليا، فرنسا، إنجلترا، إسبانيا، وهذه كانت تعتبر أرقى أماكن التعلم في أوروبا. هذه القائمة نمت بسرعة كجامعات جديدة أنشئت في جميع أنحاء أوروبا. في وقت مبكر من القرن ال13 ، العلماء من Studium Generale تم تشجيعهم لإعطاء المحاضرات في المعاهد الأخرى في جميع أنحاء أوروبا وتبادل الوثائق، وهذا أدى إلى الثقافة الدراسية الحالية الموجودة في الجامعات الأوروبية الحديثة.
اعتقد العلماء في التجريبيه ودعم المذاهب الكاثوليكية الرومانية من خلال الدراسة العلمانية والعقل والمنطق. وكان الأكثر شهرة توماس الأكويني (المعلن في وقت لاحق «طبيب الكنيسة»)، الذي قاد التحرك بعيدا عن الأفلاطونية واغسطينوس نحو الأرسطية (على الرغم من أن الفلسفة الطبيعية لم تكن اهتمامه). وفي الوقت نفسه، يمكن رؤية سلائف المنهج العلمي الحديث في تركيز جروسيتيست على الرياضيات باعتبارها وسيلة لفهم الطبيعة وفي النهج التجريبي التي أعجب به روجر بيكون.

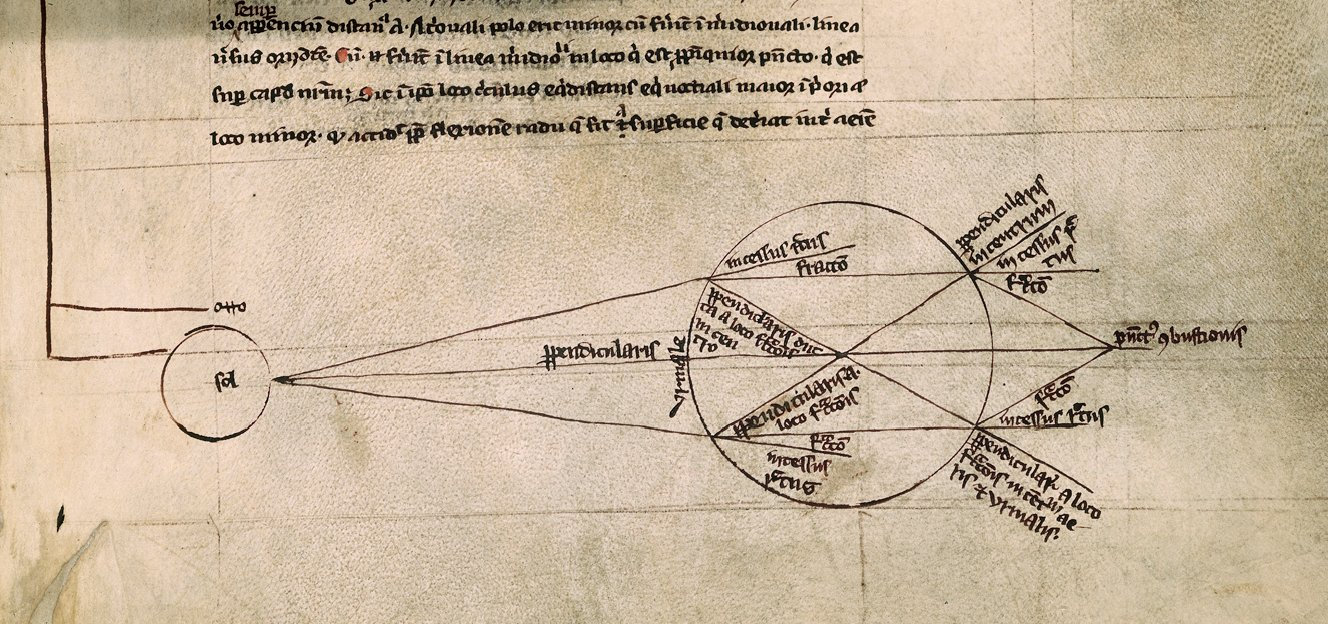
تخطيط بصري يظهر انكسار الضوء من قبل وعاء زجاج كروي ممتلئ بالماء (من روجر بيكون).

أجرى كل من بيكون وجروستيست تحقيقات في علم البصريات، على الرغم من أن كثيرا منها كان على غرار ما كان يجري في ذلك الوقت من قبل العلماء العرب. قدم بيكون مساهمة كبيرة في تطوير العلوم في أوروبا في القرون الوسطى عن طريق الكتابة إلى البابا  لتشجيع دراسة العلوم الطبيعية في الدورات الجامعية وتجميع عدة مجلدات لتسجيل حالة المعرفة العلمية في العديد من المجالات في ذلك الوقت. ووصف التصميم المحتمل للتلسكوب، ولكن ليس هناك أدلة قوية على أنه بنى واحدا.

### العصور الوسطى المتأخرة  (1300-1500 ميلاديا)
شهد النصف الأول من القرن الرابع عشر عملا علميا من كبار المفكرين. دراسة المنطق من قبل وليام أوكام أدى به إلى صياغة مسلمة معينة في مبدأ نصل أوكام، المعروفة اليوم باسمه.  هذا المبدأ هو واحد من أهم الاستدلالات المستخدمة من قبل العلم الحديث في الاختيار بين اثنين أو أكثر من النظريات ناقصة الاثبات.
بتحول علماء الغرب ليصبحوا أكثر وعيا (وقبولا) للاطروحات العلمية المثيرة للجدل للامبراطوريات البيزنطية والإسلامية، أثارت هذه القراءات رؤى جديدة. حيث ألهمت الأعمال المبكرة للباحث البيزنطي يوحنا النحوي الباحثين الغربيين مثل جان بوريدان والذي ألهمته للتشكيك في حكمة ميكانيكية أرسطو. وضع بوريدان نظرية الدافع والتي كانت خطوة نحو المفهوم الحديث للقصور الذاتي.  توقع بوريدان إسحاق نيوتن عندما كتب:

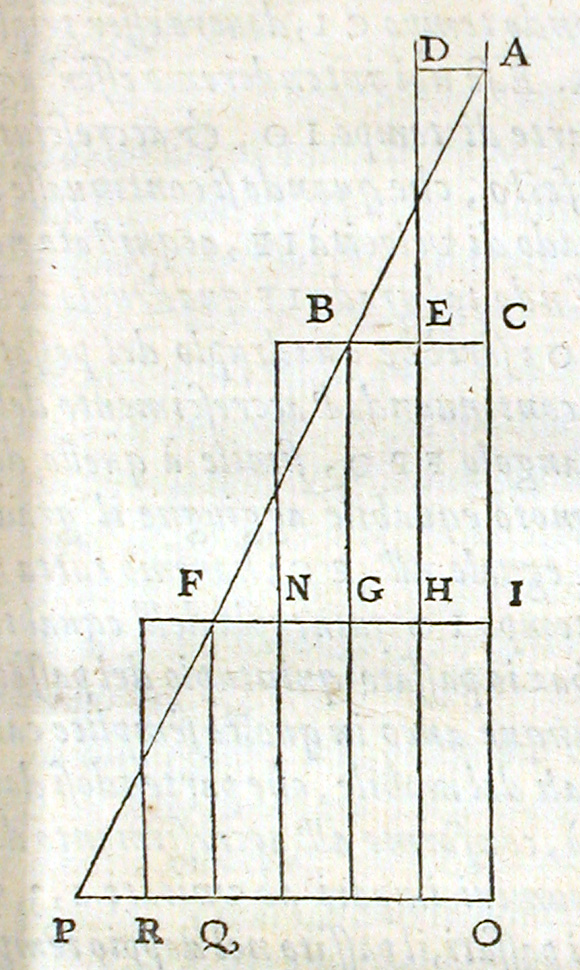
توضيح غاليليو لقانون المساحة المقطوعة في حالة الحركة المتقطعة – كما أثبت نيكول أورسمه بعد ذلك بقرون.

. . . بعد ترك ذراع الرامي، ستتحرك القذيفة عن طريق دفعة أخذتها من الرامي وستستمر في الحركة طالما كانت الدفعة أقوى من المقاومة وستكون المدة لانهائية إذا لم توقفه قوة معاكسة تقاومه أو تغير اتجاه حركته.

بدوره، أظهر نيكول أورسمه أن الأسباب التي اقترحتها فيزياء أرسطو ضد حركة الأرض غير صالحة وقدم حجة البساطة على نظرية أن الأرض هي التي تتحرك و ليس السماء. على الرغم من هذه الحجة لصالح حركة الأرض، تراجع أورسمه إلى الرأي الشائع أن «الجميع محافظون وأظن انا نفسي أن السماء تتحرك وليس الأرض».
بيد أن سلسلة من الأحداث والتي ستعرف باسم أزمة أواخر العصور الوسطى كانت في طريقها. عندما جاء الموت الأسود عام 1348، ختم نهاية مفاجئة للفترة السابقة من التغير العلمي الهائل. حيث قتل الطاعون ثلث سكان أوروبا، وخاصة في الظروف المزدحمة في المدن، حيث يتواجد مركز التطور. تكرار الطاعون وغيره من الكوارث تسبب في الانخفاض المستمر في عدد السكان لمدة قرن.

### عصر النهضة (القرن الخامس عشر)

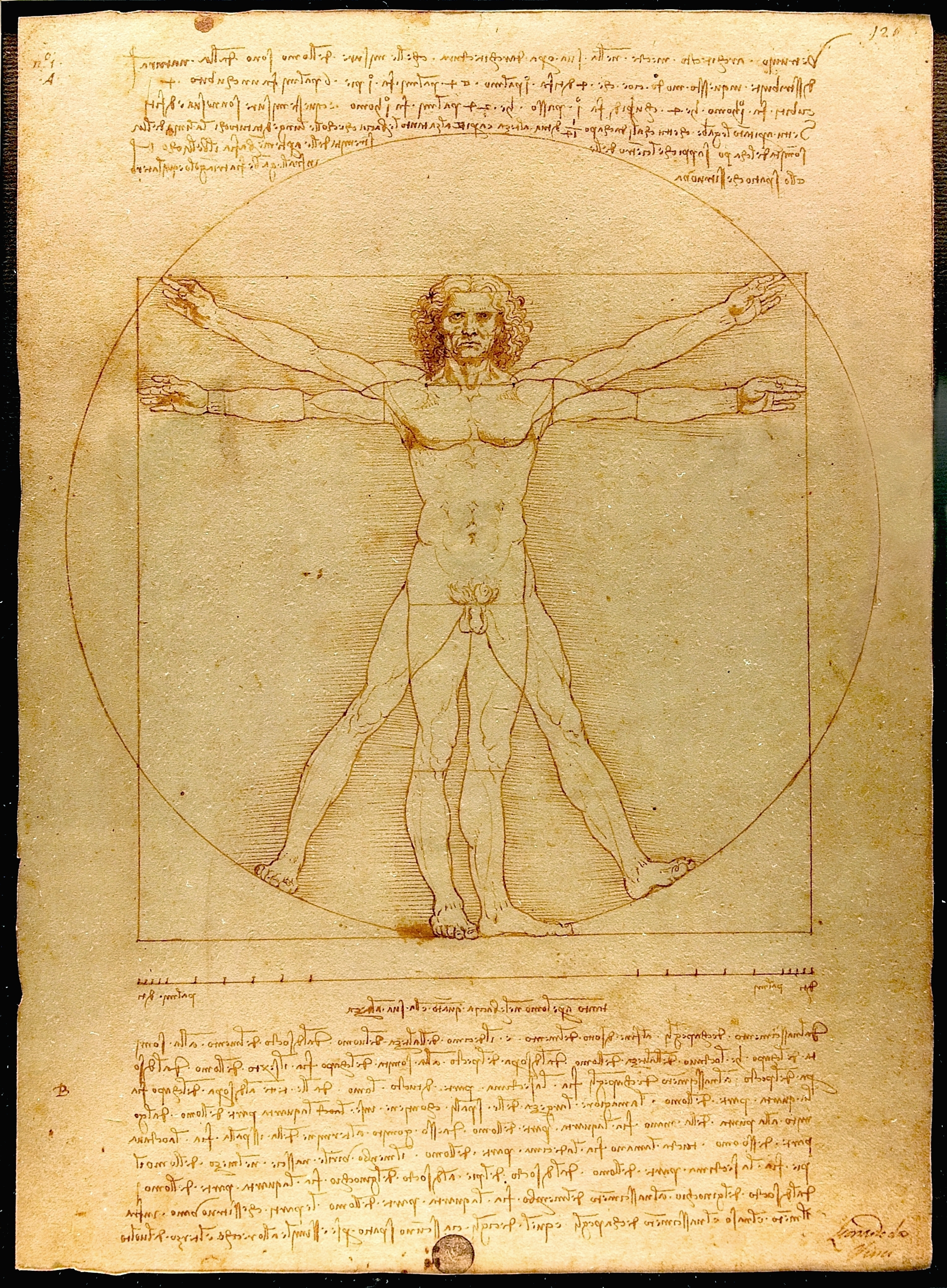
ليوناردو دافنشي ومخطوطته الرجل الفيتروفي.

شهد القرن الخامس عشر بداية الحركة الثقافية المعروفة باسم عصر النهضة. حيث إعادة اكتشاف النصوص العلمية اليونانية، سواء القديمة أو من العصور الوسطى، وتسارعت الاكتشافات بسقوط  الإمبراطورية البيزنطية في أيدي الأتراك العثمانيين ولجوء كثير من العلماء البيزنطيين إلى الغرب، وخاصة إيطاليا. أيضا، اختراع الطباعة كان له تأثير كبير على المجتمع الأوروبي: تيسير نشر الكلمة المطبوعة أدى إلى ديمقراطية التعلم مما سمح بانتشار أسرع  للأفكار الجديدة.
عندما انتقلت النهضة إلى شمال أوروبا تم إحياء هذه العلوم عن طريق شخصيات مثل كوبرنيكوس، فرانسيس بيكون و ديكارت (على الرغم من ديكارت غالبا ما يوصف مفكر من بداية عصر التنوير بدلا من أواخر عصر النهضة).

## التأثير البيزنطي والإسلامي
لعبت العلوم البيزنطية دورا هاما في نقل المعرفة الكلاسيكية إلى العالم الإسلامي وإلى ايطاليا في عصر النهضة و أيضا في نقل  المعرفة العربية في القرون الوسطى إلى عصر النهضة في إيطاليا. حيث حافظت تقاليدها التاريخية الغنية على المعرفة القديمة من فن و هندسة معمارية و أدب والتي بُنى عليها الإنجازات التكنولوجية الحديثة.

### الرياضيات
حافظ العلماء البيزنطيون على استمرار الإرث العظيم المتمثل في  الرياضيات اليونانية القديمة ووضع الرياضيات في الممارسة العملية. في أوائل عصر بيزنطة (من القرن الخامس إلى القرن السابع) استخدم مهندسو الرياضيات إيزيدور من ميليتس وأنثيميوس من تراليس الصيغ الرياضية المعقدة لبناء المعبد العظيم «آيا صوفيا» والذي يعتبر طفرة تكنولوجية في وقتها ولعدة قرون بعد ذلك بسبب الهندسة الرائعة، التصميم الجريء والارتفاع. في أواخر عصر بيزنطة (من القرن التاسع إلى القرن الثاني عشر)  اعتبر علماء الرياضيات مثل مايكل بسلوس الرياضيات كوسيلة لتفسير العالم.

### التفاعلات الإسلامية

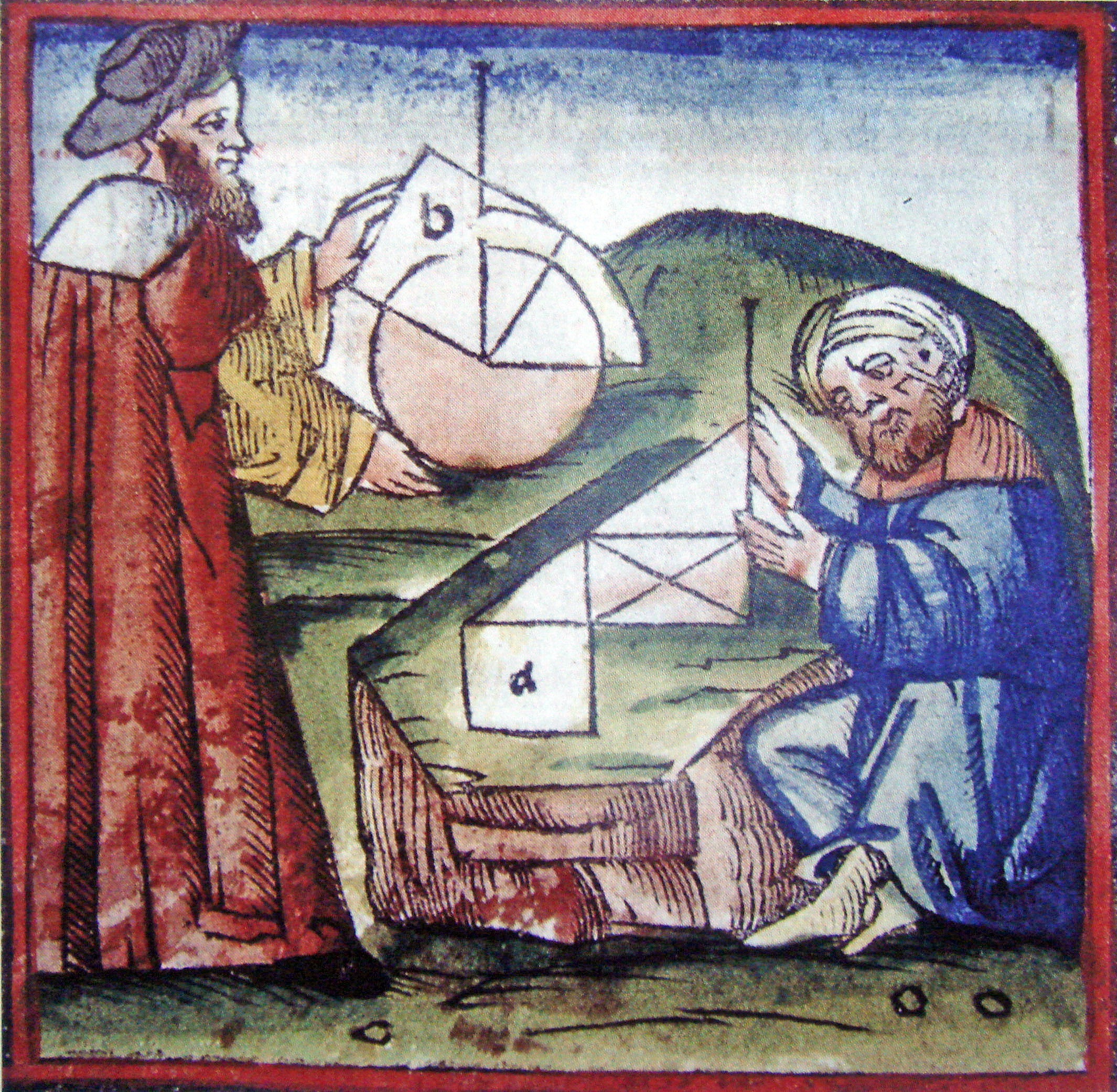
رجل غربي ورجل عربي يتعلمون الهندسة في القرن الخامس عشر.

قدمت الإمبراطورية البيزنطية في البداية إلى العالم الإسلامي في القرون الوسطى بالنصوص اليونانية القديمة  في علم الفلك والرياضيات للترجمة إلى العربية حيث كانت الإمبراطورية الرائدة في المنح الدراسية العلمية في المنطقة في أوائل العصور الوسطى. في وقت لاحق حين أصبح العالم الإسلامي مركز المعرفة العلمية، قام العلماء البيزنطيون أمثال غريغوري كونياديس بترجمة النصوص العربية في علم الفلك، الرياضيات والعلوم إلى العصور الوسطى اليونانية، بما في ذلك أعمال جعفر بن محمد، ابن يونس المصري، عبد الرحمن الخازني (عالم مسلم من أصول بيزنطية يونانية)،  ونصير الدين الطوسي وغيرهم. كان هناك أيضا بعض العلماء البيزنطيون الذين استخدموا الترجمات اللغة العربية لوصف بعض المفاهيم العلمية بدلا من المصلحات اليونانية القديمة المعادلة لها (مثل استخدام اللغة العربية طالع بدلا من اليونانية القديمة hososcopus).  وهكذا لعب العلم البيزنطي دورا هاما ليس فقط بنقل المعرفة اليونانية القديمة إلى أوروبا الغربية والعالم الإسلامي، ولكن أيضا نقل المعرفة الإسلامية إلى أوروبا الغربية. كان العلماء البيزنطيون أيضا على اتصال بالحضارة الساسانية وعلم الفلك الهندي من خلال بعض الاستشهادات في بعض الأعمال العربية.

## معرض

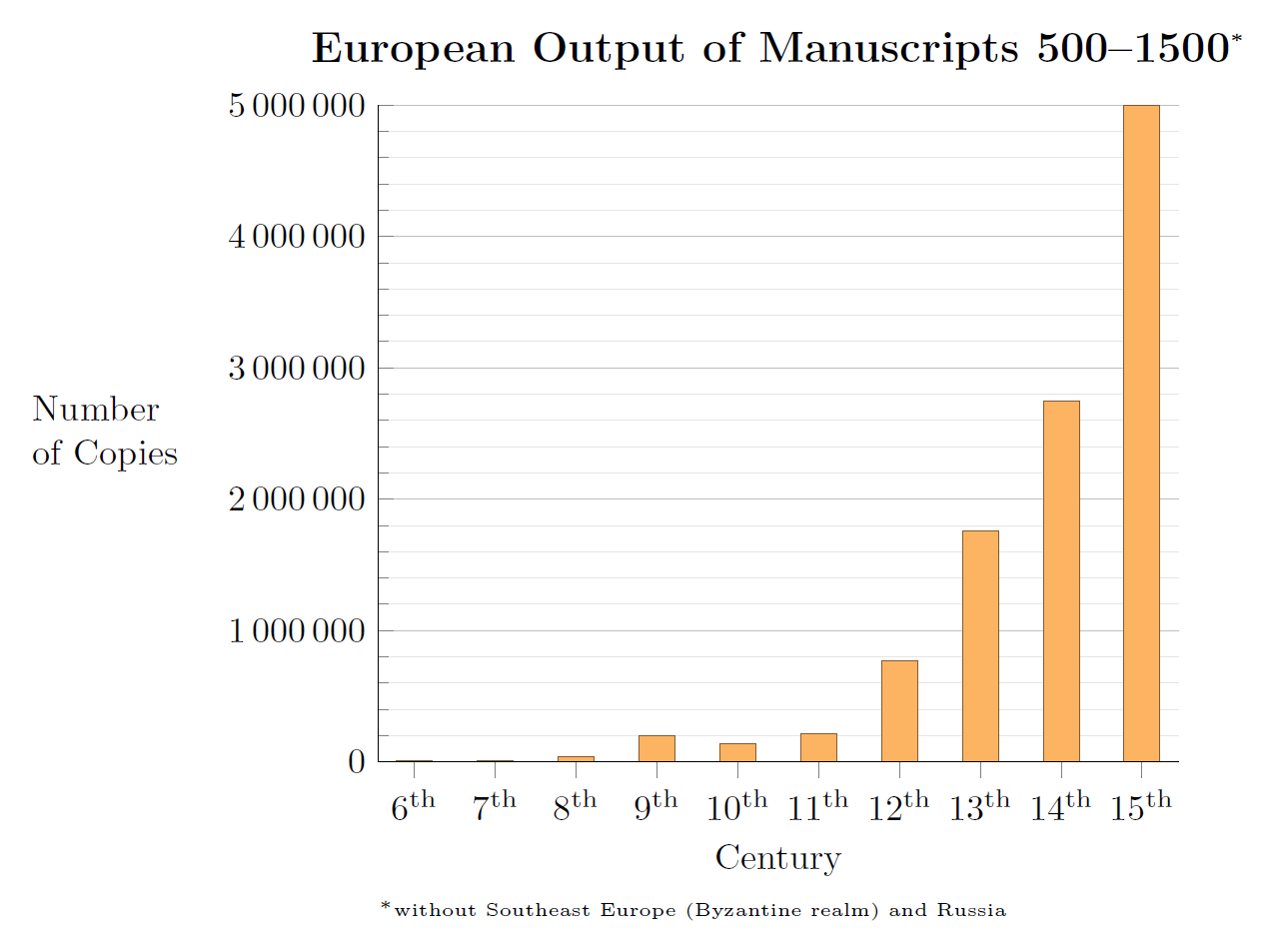
European output of manuscripts 500–1500